# 派罕巴尔
派罕巴尔（波斯語：或，peyğambar，也称擗奄八而、别谙拔尔、别庵伯尔、牌罕帕尔、派噶木巴尔、排哈木巴尔、倍昂伯尔等），在波斯语中原意为“信使、传递消息者”，在伊斯兰教中特指先知。中国史籍中常常以此指穆罕默德。在新疆，和卓家族自称为“派罕巴尔后裔”，即先知穆罕默德的后裔。
在《元史》中记载，赛典赤赡思丁为“别庵伯尔之裔。其国言赛典赤，犹华言贵族也。”
广州光塔寺的《重修怀圣寺记》（碑文自云书于元至正十年）中也有“……适元帅马合谟德卿公至。曰：‘此吾西天大圣，擗奄八而马合麻也。’其石室尚存……”的文字。